# Discontinuïtat de Mohorovičić

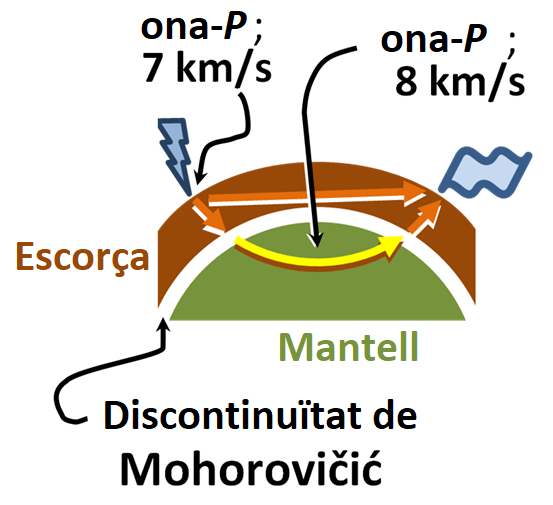
Esquema de la discontinuïtat de Mohorovicic i les capes estructurals de la Terra (model estàtic).

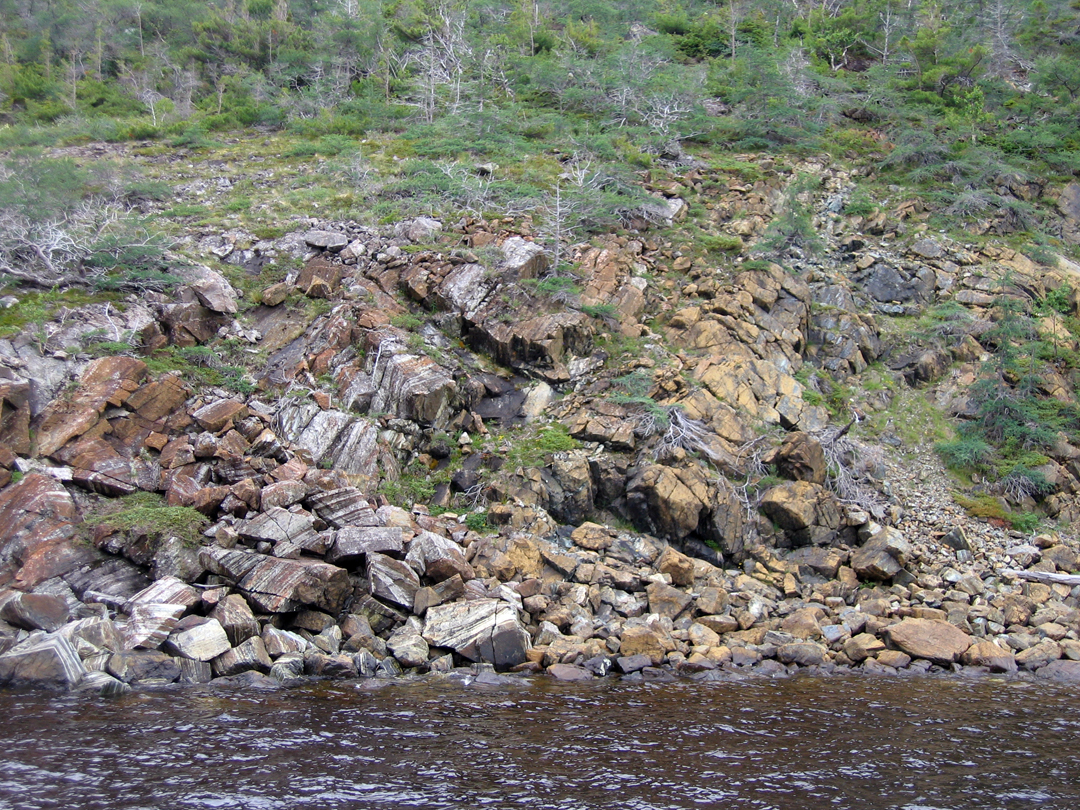
Ofiolites ordovicianes al Parc Nacional Gros Morne (Canadà), on les roques formades en la discontinuïtat de Mohorovičić són mostrades a la superfície

La discontinuïtat de Mohorovičić és una zona de transició entre l'escorça i el mantell terrestre. Es troba a una profunditat mitjana d'uns 35 km, entre els 70 km de profunditat sota els continents, i tan sols a 10 km sota dels oceans. Es deteca perquè, en passar-la, les ones P i S augmenten bruscament la seva velocitat.
Constitueix la superfície de separació entre els materials rocosos menys densos de l'escorça, formada fonamentalment per silicats d'alumini, calci, sodi i potassi, i els materials rocosos més densos del mantell, constituït per silicats de ferro i de magnesi.
Aquesta línia imaginària s'anomena sovint Moho en el món anglosaxó. Es troba gairebé completament dins de la litosfera (la capa externa dura de la Terra, inclosa l'escorça). Només sota les dorsals oceàniques defineix el límit litosfera-astenosfera (la profunditat a la qual el mantell es torna significativament dúctil).
Va ser descrita el 1909 pel sismòleg croat Andrija Mohorovičić.